# Katie Kitamura
Katie Kitamura, född 1979 i Sacramento i Kalifornien, är en amerikansk författare, journalist och litteraturkritiker.

## Biografi
Katie Kitamura föddes 1979 i Sacramento och växte upp i Davis i Kalifornien. Hennes familj har japansk härstamning. Hon hade tidigt ambitioner att bli balettdansös. Hennes far, Ryuichi, var professor vid University of California, Davis.
År 1999 avlade Kitamura en akademisk grundexamen vid Princeton University i New Jersey. Hon blev doctor of philosophy i amerikansk litteratur vid London Consortium på avhandlingenThe Aesthetics of Vulgarity and the Modern American Novel (2005).
Hennes bok Intimacies (2021, svensk titel: Närheten) följer en tolk i en internationell brottsdomstol, där den lilla människans vilsenhet inför världspolitiken också är författarens egen. Hon problematiserar den intimitet som skapas mellan tolk och åtalad, och där oönskad intimitet blir ett verktyg för att förstärka makt.
Hon är gift med Hari Kunzru.

### Översatt till svenska
- 2017 –  Separationen: roman. Översättning: Tufvesson Marianne. Stockholm: Etta. Libris 20750697. ISBN 9789187917325
- 2021 – Kitamura, Katie (2021) (på engelska). Intimacies. London: Jonathan Cape. Libris gvt9gqgkdvq1wb38. ISBN 9781787332003
  -  Närheten. Översättning: Cecilia Franklin. Stockholm: Etta. Libris 0dx51cmvxjf5hbsw. ISBN 9789188979520